# UCI Women’s World Tour 2020
UCI Women’s World Tour 2020 – 5. edycja cyklu wyścigów kolarskich UCI Women’s World Tour.
W kalendarzu 5. edycji cyklu UCI Women’s World Tour znalazło się początkowo 22 wyścigi (16 jednodniowych i 6 wieloetapowych) rozgrywanych między 1 lutego a 10 listopada 2020. Ostatecznie z powodu pandemii COVID-19 wyścigi Ronde van Drenthe, Trofeo Alfredo Binda-Comune di Cittiglio, The Women’s Tour, Open de Suède Vårgårda, Ladies Tour of Norway, Holland Ladies Tour, Amstel Gold Race, Paryż-Roubaix, Tour of Chongming Island oraz Tour of Guangxi zostały jednak odwołane.

## Kalendarz
Opracowano na podstawie:
| UCI Women’s World Tour 2020 | UCI Women’s World Tour 2020 | UCI Women’s World Tour 2020              | UCI Women’s World Tour 2020 | UCI Women’s World Tour 2020                 | UCI Women’s World Tour 2020                                | UCI Women’s World Tour 2020                | UCI Women’s World Tour 2020 |
| Data                        | Państwo                     | Wyścig                                   | Kat.                        | Zwyciężczyni                                | Drugie miejsce                                             | Trzecie miejsce                            |                             |
| --------------------------- | --------------------------- | ---------------------------------------- | --------------------------- | ------------------------------------------- | ---------------------------------------------------------- | ------------------------------------------ | --------------------------- |
| 1 lut                       | Australia                   | Cadel Evans Great Ocean Road Race Women  | 1.WWT                       | Liane Lippert (Sunweb)                      | Arlenis Sierra (Astana Women's Team)                       | Amanda Spratt (Mitchelton-Scott)           |                             |
| 15 mar                      | Holandia                    | Ronde van Drenthe                        | 1.WWT                       | odwołany                                    |                                                            |                                            |                             |
| 2 cze                       | Włochy                      | Trofeo Alfredo Binda-Comune di Cittiglio | 1.WWT                       | odwołany                                    |                                                            |                                            |                             |
| 8 – 13 czerwca 2020         | Wielka Brytania             | Tour of Britain Women                    | 2.WWT                       | odwołany                                    |                                                            |                                            |                             |
| 1 sie                       | Włochy                      | Strade Bianche Donne                     | 1.WWT                       | Annemiek van Vleuten (Mitchelton-Scott)     | Margarita Victoria García (Alé BTC Ljubljana)              | Leah Thomas (Paule Ka)                     |                             |
| 8 sie                       | Szwecja                     | Open de Suède Vårgårda TTT               | 1.WWT                       | odwołany                                    |                                                            |                                            |                             |
| 9 sie                       | Szwecja                     | Open de Suède Vårgårda                   | 1.WWT                       | odwołany                                    |                                                            |                                            |                             |
| 13 – 16 sierpnia 2020       | Norwegia                    | Ladies Tour of Norway                    | 2.WWT                       | odwołany                                    |                                                            |                                            |                             |
| 26 sie                      | Francja                     | Classic Lorient Agglomération            | 1.WWT                       | Lizzie Deignan (Trek-Segafredo)             | Elizabeth Banks (Paule Ka)                                 | Chiara Consonni (Valcar-Travel & Service)  |                             |
| 29 sie                      | Francja                     | La Course by Le Tour de France           | 1.WWT                       | Lizzie Deignan (Trek-Segafredo)             | Marianne Vos (CCC-Liv)                                     | Demi Vollering (Parkhotel Valkenburg)      |                             |
| 1 – 6 września 2020         | Holandia                    | Holland Ladies Tour                      | 2.WWT                       | odwołany                                    |                                                            |                                            |                             |
| 11 – 19 września 2020       | Włochy                      | Giro d'Italia Women                      | 2.WWT                       | Anna van der Breggen (Boels Dolmans)        | Katarzyna Niewiadoma (Canyon-SRAM Racing)                  | Elisa Longo Borghini (Trek-Segafredo)      |                             |
| 30 wrz                      | Belgia                      | La Flèche Wallonne Féminine              | 1.WWT                       | Anna van der Breggen (Boels Dolmans)        | Cecilie Uttrup Ludwig (FDJ-Nouvelle Aquitaine-Futuroscope) | Demi Vollering (Parkhotel Valkenburg)      |                             |
| 4 paź                       | Belgia                      | Liège-Bastogne-Liège Femmes              | 1.WWT                       | Lizzie Deignan (Trek-Segafredo)             | Grace Brown (Mitchelton-Scott)                             | Ellen van Dijk (Trek-Segafredo)            |                             |
| 10 paź                      | Holandia                    | Amstel Gold Race                         | 1.WWT                       | odwołany                                    |                                                            |                                            |                             |
| 11 paź                      | Belgia                      | Gandawa-Wevelgem                         | 1.WWT                       | Jolien D’Hoore (Boels Dolmans)              | Lotte Kopecky (Lotto Soudal Ladies)                        | Lisa Brennauer (Ceratizit-WNT Pro Cycling) |                             |
| 18 paź                      | Belgia                      | Ronde van Vlaanderen voor Vrouwen        | 1.WWT                       | Chantal van den Broek-Blaak (Boels Dolmans) | Amy Pieters (Boels Dolmans)                                | Lotte Kopecky (Lotto Soudal Ladies)        |                             |
| 20 paź                      | Belgia                      | Classic Brugge-De Panne                  | 1.WWT                       | Lorena Wiebes (Sunweb)                      | Lisa Brennauer (Ceratizit-WNT Pro Cycling)                 | Lotte Kopecky (Lotto Soudal Ladies)        |                             |
| 23 – 25 października 2020   | Chiny                       | Tour of Chongming Island                 | 2.WWT                       | odwołany                                    |                                                            |                                            |                             |
| 25 paź                      | Francja                     | Paryż-Roubaix Femmes                     | 1.WWT                       | odwołany                                    |                                                            |                                            |                             |
| 6 – 8 listopada 2020        | Hiszpania                   | La Vuelta Femenina                       | 2.WWT                       | Lisa Brennauer (Ceratizit-WNT Pro Cycling)  | Elisa Longo Borghini (Trek-Segafredo)                      | Lorena Wiebes (Sunweb)                     |                             |
| 10 lis                      | Chiny                       | Tour of Guangxi Women                    | 1.WWT                       | odwołany                                    |                                                            |                                            |                             |